# Rose Byrne
Mary Rose Byrne (Sydney, 24 de julho de 1979) é uma atriz australiana conhecida pela sua atuação nos filmes X-Men: Primeira Classe, Vizinhos, Missão Madrinha de Casamento e Jexi.

## Biografia
Byrne é descendente de escoceses e irlandeses, nascida em Sydney, na Austrália. Seus pais são Jane, uma administradora de uma escola primária, e Robin Byrne, um estatístico. Ela tem três irmãos mais velhos, George, Alice e Lucy. Ela começou a atuar aos oito anos de idade na Australia Theatre for Young People, e depois se formou na Universidade de Sydney em seu país natal.

## Carreira
Byrne participou de vários filmes de sucesso. Seu principal personagem foi no filme australiano The Goddess of 1967, que lhe rendeu dois importantes prêmios individuas: Melhor Atriz (2000) no Festival de Filmes de Veneza e Melhor Atriz (2002) pela FFCA Awards. Depois, ainda ganhou outros dois prêmios, Melhor Atriz Coadjuvante (2003) por The Rage In Placid Lake e Melhor Atriz Internacional pela série de TV Damages. Ambos os prêmios da AFI Awards.

## Filmografia

### Televisão
- (1995) Echo Point .... Belinda O´Conor
- (1997) Fallen Angels .... Siobhan (1 episódio(s))
- (1997) Wildside .... Heidi Benson (2 episódio(s))
- (1999) Big Sky .... Angie (1 episódio(s))
- (1999) Heartbreak High .... Carly (3 episódio(s))
- (2000) Murder Call .... Sarah Watson (1 episódio(s))
- (2005) Casanova .... Edith
- (2007) Damages .... Ellen Parsons
- (2017) The Immortal Life of Henrietta Lacks .... Rebecca Skloot
- (2021) Physical .... Sheila Rubin

### Cinema

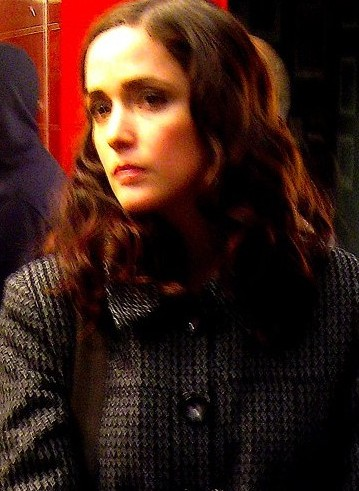
Rose Byrne em 2008.

- (1994) Dallas Dolls ....... Rastus Sommers
- (1999) Duas Mãos (Two Hands) ....... Alex
- (2000) Mãe Incomparável (My Mother Frank) ....... Jenny
- (2000) A Deusa de 1967 (The Goddess of 1967) ....... BG
- (2002) Star Wars: Episódio II - Ataque dos Clones (Star Wars Episode II: Attack of the Clones) ....... Dormé
- (2002) Cidade Fantasma (City of Ghosts) ....... Sabrina
- (2003) O Meu Castelo (I Capture the Castle) ....... Rose Mortmain
- (2003) The Night We Called It a Day ....... Audrey Appleby
- (2003) A Grande Virada (The Rage In Placid Lake) ....... Gemma Taylor
- (2003) Take Away ....... Sonja Stilano
- (2004) Troia (Troy) ....... Briseis
- (2004) Paixão à Flor da Pele (Wicker Parker) ....... Alex
- (2005) O Inquilino (The Tenants) ....... Irene Bell
- (2006) Maria Antonieta (Marie Antoinette) ....... Gabrielle de Polastron, duquesa de Polignac
- (2007) A Garota Morta (The Dead Girl) ....... Leah
- (2007) Sunshine - Alerta Solar (Sunshine) ....... Cassie
- (2007) Extermínio 2 (28 Weeks Later) ....... Scarlett Ross
- (2007) Um Negócio de Morte (Just Buried) ....... Roberta Knickle
- (2008) The Tender Hook ....... Iris
- (2009) Presságio (Knowing) ....... Diana Wayland
- (2009) Adam (Adam) ....... Beth Buchwald
- (2010) O Pior Trabalho do Mundo (Get Him to the Greek) ....... Jackie Q
- (2011) Sobrenatural (Insidious) ....... Renai Lambert
- (2011) X-Men: Primeira Classe (X-Men: First Class) ....... Moira MacTaggert
- (2011) Missão Madrinha de Casamento (Bridesmaids) ....... Helen Harris III
- (2012) O Lugar Onde Tudo Termina (The Place Beyond the Pines) ....... Jennifer
- (2013) Os Estagiários (The Internship) ....... Dana
- (2013) Sobrenatural 2 (Insidious - Chapter 2) ....... Renai Lambert
- (2014) Neighbors (2014) (Neighbors)...... Kelly Radner
- (2014) Annie (2014) (Annie) ....Grace Farrell
- (2014) Sete Dias Sem Fim (This Is Where I Leave You) ...... Penny Moore
- (2015) A Espiã Que Sabia de Menos (Spy) ....... Rayna Boyanov
- (2016) X-Men Apocalipse ...... Moira MacTaggert
- (2016) Vizinhos 2 (Neighbors 2: Sorority Rising) ....... Kelly Radner
- (2018) Pedro Coelho (Peter Rabbit) ....... Bea / Jemima Puddle-Duck (voz)
- (2018) Juliet, Nua e Crua (Juliet, Naked)...........(Annie)
- (2018) De repente uma família...Ellie Wagner
- (2019) I Am Mother .... Mãe (voz)
- (2020) Jexi .... Jexi (voz)
- (2023) As Tartarugas Ninja: Caos Mutante (Teenage Mutant Ninja Turtles: Mutant Mayhem) .... Leatherhead (voz)